# Кірепі
Кі́репі (ест. Kirepi küla) — село в Естонії, у волості Елва повіту Тартумаа.

## Населення
Чисельність населення на 31 грудня 2011 року становила 129 осіб.

## Географія
Через населений пункт проходить автошлях 3 (Йигві — Тарту — Валґа), естонська частина європейського маршруту E264. Від села починається дорога 22170 (Кірепі — Теедла — Валґута).

## Історія
До 24 жовтня 2017 року село входило до складу волості Ринґу.